# Antimoon(III)chloride
Antimoon(III)chloride is een anorganische verbinding van antimoon en chloor, met als brutoformule SbCl3. In zuivere toestand komt het voor als een kleurloze tot witte hygroscopische vaste stof met scherpe geur.